# 尤卡·萊赫托寧
尤卡·萊赫托寧（芬蘭語：Jukka Lehtonen；1982年2月22日—）是一位芬蘭排球運動員。他也代表芬蘭國家男子排球隊參賽。他在2006年首次代表芬蘭國家隊出場。